# Pomeni imen asteroidov: 39001–40000
Pregled pomenov imen asteroidov (malih planetov) od številke 39001 do 40000, ki jim je Središče za male planete dodelilo številko in so pozneje dobili tudi uradno ime  v skladu z dogovorjenim načinom imenovanja. Pregled je preverjen z Schmadelovim “Slovarjem imen malih planetov” (“Dictionary of Minor Planet Names”). 
Pregled pojasnjuje izvor oziroma pomen imen asteroidov, ki ga je priznala Mednarodna astronomska zveza (IAU). Nekateri asteroidi imajo imajo dodatno pojasnilo o izvoru imena, ki pa vedno ni popolnoma zanesljivo (oznaka “†” ali “‡“). 
| Ime                   | Začasna oznaka | Izvor imena |
| 39001–39100           | 39001–39100    | 39001–39100 |
| 39101–39200           | 39101–39200    | 39101–39200 |
| 39201–39300           | 39201–39300    | 39201–39300 |
| 39301–39400           | 39301–39400    | 39301–39400 |
| --------------------- | -------------- | --- |
| 39335 Caccin          | 2002 AR12      | Bruno Caccin, italijanski astronom † |
| 39336 Mariacapria     | 2002 AA13      | Maria Teresa Capria, italijanska astronomka † |
| 39382 Opportunity     | 2696 P-L       | Opportunity (robotsko vozilo za raziskavo Marsa z oznako MER-B) † |
| 39401–39500           |                | |
| 39405 Mosigkau        | 1063 T-1       | grad Mosigkau, blizu Dessaua, Nemčija, pripada obdobju rokokoja, zgrajen med letoma 1752 in 1757 kot poletna rezidenca princese Anne Wilhelmine von Anhalt-Dessau †     |
| 39415 Janeausten      | 4231 T-1       | Jane Austen, angleška pisateljica † |
| 39427 Charlottebrontë | 3360 T-2       | Charlotte Brontë (1816 – 1855), angleška pisateljica, najbolj je znana po romanu Jane Eyre †                                                                            |
| 39428 Emilybrontë     | 4169 T-2       | Emily Brontë (1818 – 1848), angleška pisateljica, ki je napisala samo roman Wuthering Heights †                                                                         |
| 39429 Annebrontë      | 4223 T-2       | Anne Brontë, angleška pisateljica, najbolj je znana po romanu Gospa s pustega brega †                                                                                   |
| 39463 Phyleus         | 1973 SZ        | Filej, sin kralja Avgeja in oče Megesa, ki je vodil vojsko iz Doliha (mesto ali otok) v trojansko vojno †                                                               |
| 39464 Pöppelmann      | 1973 UO5       | Matthäus Daniel Pöppelmann (1662 – 1737), nemški arhitekt † |
| 39501–39600           |                | |
| 39540 Borchert        | 1991 GF11      | Wolfgang Borchert (1921 -1947), nemški pesnik in pisatelj † |
| 39549 Casals          | 1992 DP13      | Pablo Casals (1876 – 1973), špansko (katalonsko)-ameriški čelist, skladatelj in dirigent †                                                                              |
| 39557 Gielgud         | 1992 JG        | John Gielgud (1904 – 2000), britanski igralec † |
| 39558 Kishine         | 1992 KC        | Junichiro Kishine, japonski fizik teoretik in ljubiteljski astronom †                                                                                                   |
| 39571 Pückler         | 1992 SN24      | Herman Graf von Pückler, nemški izdelovalec lepih vrtov in pisatelj †                                                                                                   |
| 39601–39700           |                | |
| 39635 Kusatao         | 1994 YL        | Kusatao Nakamura, na Kitajskem rojen japonski pesnik stila haiku † |
| 39645 Davelharris     | 1995 QC10      | David Lowell Harris, ameriški astronom, član skupine za predhodno opazovanje v programu LINEAR v Socorru med letoma 1995–1996 †                                         |
| 39677 Anagaribaldi    | 1996 EG        | Ana Maria de Jesus Ribeiro da Silva di Garibaldi (Anita Garibaldi) (1821 – 1849), v Braziliji rojena junakinja italijanskega preporoda in žena Giuseppeja Garibaldija † |
| 39678 Ammannito       | 1996 LQ1       | Eleonora Ammannito, italijanski astronom in vesoljski strokovnjak † |
| 39699 Ernestocorte    | 1996 TF8       | Ernesto Corte, ameriški gledališki podjetnik, začetnik uporabe sevanja za analizo elementov v kovini †                                                                  |
| 39701–39800           |                | |
| 39741 Komm            | 1997 AT6       | Rudolf Walter Komm, ameriški helioseizmolog † |
| 39748 Guccini         | 1997 BJ3       | Francesco Guccini (rojen 1940), italijanski ljudski skladatelj in pevec †                                                                                               |
| 39791 Jameshesser     | 1997 PH4       | James E. Hesser, kanadski astronom † |
| 39799 Hadano          | 1997 UO1       | mesto Hadano, Japonska, kjer se nahaja Astronomski observatorij Hadano †                                                                                                |
| 39801–39900           |                | |
| 39809 Fukuchan        | 1997 WB30      | Fukuchan, oseba iz risanke, ki jo je izdelal Rjuiči Jokojama † |
| 39849 Giampieri       | 1998 CF2       | Giuliano Giampieri, prijatelj prvega odkritelja † |
| 39890 Bobstephens     | 1998 FA3       | Robert Stephens (1931 – 1995), ameriški ljubiteljski astronom † |
| 39901–40000           |                | |
| 39930 Kalauch         | 1998 FR74      | Klaus-Dieter Kalauch, nemški ljubiteljski astronom in učitelj astronomije, ki je služil kot navdih odkritelju †                                                         |
| 39971 József          | 1998 GN10      | Attila József (1905 – 1937), madžarski pesnik † |

| Predhodnik: 38001–39000 | Pomeni imen asteroidov Seznam asteroidov (39001-39250) Seznam asteroidov (39251-39500) Seznam asteroidov (39501-39750) Seznam asteroidov (39751-40000) | Naslednik: 40001–41000 |